# Еуклидов простор
Еуклидов простор је фундаментални простор класичне геометрије чија се својства описују аксиомама апсолутне геометрије и Еуклидовим постулатом (аксиомом) о паралелним правама. Првобитно, то јест, у Еуклидовим елементима, то је био тродимензионални простор еуклидске геометрије, али у модерној математици постоје еуклидски простори било које позитивне целобројне димензије, укључујући тродимензионални простор и еуклидску раван (димензија два). Квалификатор „еуклидски“ се користи за разликовање еуклидских простора од других простора који су касније разматрани у физици и модерној математици.
Древни грчки геометри су увели еуклидски простор за моделовање физичког простора. Њихов рад је сакупио старогрчки математичар Еуклид у његовим елементима, са великом иновацијом доказивања свих својстава простора као теорема, полазећи од неколико основних својстава, названих постулати, који су се или сматрали очигледним (јер на пример, постоји тачно једна права линија која пролази кроз две тачке), или је изгледало немогуће доказати (паралелни постулат).
Након увођења нееуклидских геометрија крајем 19. века, стари постулати су поново формализовани да дефинишу еуклидске просторе кроз аксиоматску теорију. Показало се да је друга дефиниција еуклидских простора помоћу векторских простора и линеарне алгебре еквивалентна аксиоматској дефиницији. Управо се ова дефиниција чешће користи у савременој математици и детаљно је описана у овом чланку.
Општије речено, Еуклидов простор се назива m-димензионални метрички простор, у којем је могуће увести Декартов координатни систем и тада се метрика дефинише на следећи начин: растојање између тачке M са координатама {\displaystyle (x_{1},x_{2},...,x_{m})} и тачке M'{\displaystyle (x_{1}',x_{2}',...,x_{m}')} израчунава се по формули:
{\displaystyle \rho ={\overline {MM'}}={\sqrt {(x_{1}-x_{1}')^{2}+(x_{2}-x_{2}')^{2}}}.}

## Дефиниција

### Историја дефиниције
Еуклидски простор су увели стари Грци као апстракцију нашег физичког простора. Њихова велика иновација, која се појавила у Еуклидовим елементима, била је да изграде и докажу сву геометрију полазећи од неколико веома основних особина, које су апстраховане из физичког света, и које се не могу математички доказати због недостатка основних алата. Ова својства се називају постулати, или аксиоми у модерном језику. Овај начин дефинисања еуклидског простора и даље је у употреби под називом синтетичка геометрија.
Године 1637, Рене Декарт је увео картезијанске координате и показао да то омогућава свођење геометријских проблема на алгебарска израчунавања са бројевима. Ово свођење геометрије на алгебру била је велика промена гледишта, пошто су до тада реални бројеви дефинисани у смислу дужина и растојања.
Еуклидска геометрија није примењивана у просторима димензија већих од три све до 19. века. Лудвиг Шлафли је генерализовао еуклидску геометрију на просторе димензије n, користећи и синтетичке и алгебарске методе, и открио све регуларне политопе (вишедимензионални аналози Платонових тела) који постоје у еуклидским просторима било које димензије.
Упркос широкој употреби Декартовог приступа, који се звао аналитичка геометрија, дефиниција еуклидског простора остала је непромењена до краја 19. века. Увођење апстрактних векторских простора омогућило је њихову употребу у дефинисању еуклидских простора са чисто алгебарском дефиницијом. Показало се да је ова нова дефиниција еквивалентна класичној дефиницији у смислу геометријских аксиома. Управо ова алгебарска дефиниција се сада најчешће користи за увођење еуклидских простора.

### Мотивација савремене дефиниције
Један од начина да се размишља о еуклидској равни је као скуп тачака које задовољавају одређене односе, који се могу изразити у смислу удаљености и углова. На пример, постоје две основне операције (које се називају покрети) на равни. Једна је транслација, што значи померање равни тако да се свака тачка помера у истом правцу и за исту удаљеност. Друга је ротација око фиксне тачке у равни, у којој се све тачке у равни окрећу око те фиксне тачке под истим углом. Једно од основних начела еуклидске геометрије је да две фигуре (које се обично сматрају подскуповима) равни треба сматрати еквивалентним (конгруентним) ако се једна може трансформисати у другу неким низом транслација, ротација и рефлексија (погледајте испод).
Да би све ово било математички прецизно, теорија мора јасно дефинисати шта је еуклидски простор и повезане појмове удаљености, угла, транслације и ротације. Чак и када се користи у физичким теоријама, еуклидски простор је апстракција одвојена од стварних физичких локација, специфичних референтних оквира, мерних инструмената и тако даље. Чисто математичка дефиниција еуклидског простора такође игнорише питања јединица дужине и других физичких димензија: растојање у „математичком“ простору је број, а не нешто изражено у инчима или метрима.
Стандардни начин да се математички дефинише еуклидски простор, као што је спроведено у наставку овог чланка, је дефинисање еуклидског простора као скупа тачака на којима делује реални векторски простор, простор транслација који је опремљен унутрашњим производом. Деловање транслација чини простор афиним простором, а то омогућава дефинисање правих, равни, подпростора, димензија и паралелизма. Унутрашњи производ омогућава дефинисање растојања и углова.
Скуп {\displaystyle \mathbb {R} ^{n}} од n-туплова реалних бројева опремљених скаларним производом је еуклидски простор димензије n. Насупрот томе, избор тачке која се зове исходиште и ортонормалне основе простора транслација је еквивалентан дефинисању изоморфизма између еуклидског простора димензије n и {\displaystyle \mathbb {R} ^{n}} посматрано као еуклидски простор.
Из тога следи да се све што се може рећи о еуклидском простору може рећи и о {\displaystyle \mathbb {R} ^{n}.} Стога многи аутори, посебно на основном нивоу, називају {\displaystyle \mathbb {R} ^{n}} стандардним еуклидским простором димензије n, или једноставно еуклидским простор омдимензије n.
Разлог за увођење такве апстрактне дефиниције еуклидских простора и за рад са њом уместо {\displaystyle \mathbb {R} ^{n}} је тај што је често пожељно радити на начин без координата и исходишта (то јест, без бирања жељене основе и жељеног порекла). Други разлог је тај што нема порекла нити било какве основе у физичком свету.